# Турако Фишера
Турако Фишера (лат. Tauraco fischer) — вид птиц из семейства тураковых. Выделяют два подвида.
Видовое название дано в честь немецкого исследователя Африки Густава Фишера (нем. Gustav Adolf Fischer) (1848—1886).

## Описание
Турако Фишера достигает длины 40 см и массы от 227 до 283 г. Оперение в основном сине-зелёное. Грудь зеленая, рулевые перья изумрудно-синие. На голове есть красный «хохолок». Клюв красный. Глаза оранжевого цвета. Сверху и снизу от глаза есть белая полоса. Половой диморфизм отсутствует.
Встречается парами или небольшими группами до 30 птиц. Турако Фишера проводит большую часть своего времени среди ветвей деревьев, хотя может спускаться на землю. Питается плодами деревьев, цветами, семенами, реже насекомыми. Сезон размножения начинается с сезоном дождей. Гнездо строится на деревьях на высоте от 3 до 10 метров от земли. В кладке 2-3 яйца. Инкубация длится 22—23 дней.

## Распространение и подвиды
Ареал вида охватывает тропические леса Восточной Африки:
- Tauraco fischeri fischeri — материковая часть: северо-восток Танзании, восток Кении и юго-восток Сомали;
- Tauraco fischeri zanzibaricus — эндемик острова Занзибар.

Турако Фишера поднимается в горные леса до высоты 1500 метров над уровнем моря.

## Охранный статус
МСОП присвоил таксону охранный статус «Виды, близкие к уязвимому положению» (NT).

## Галерея

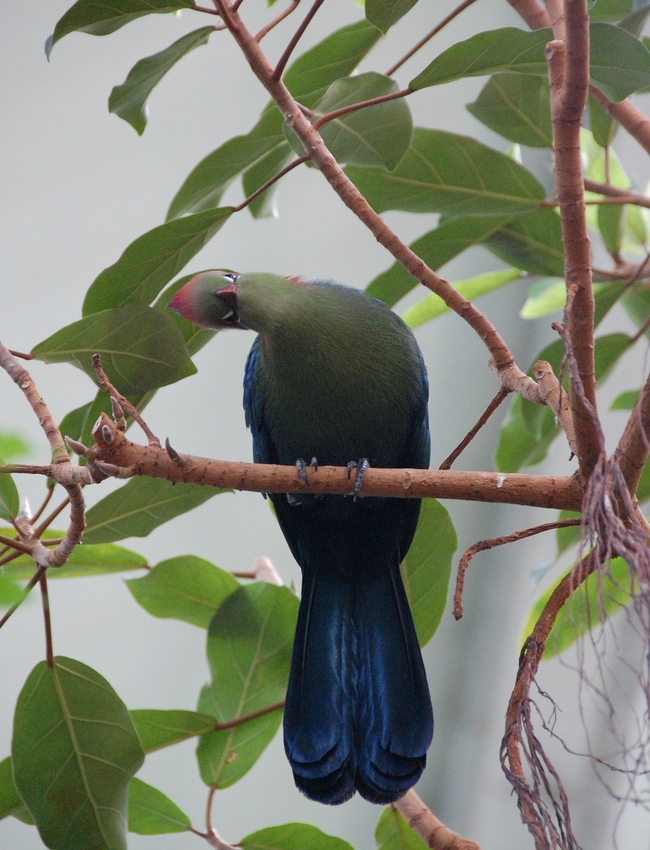
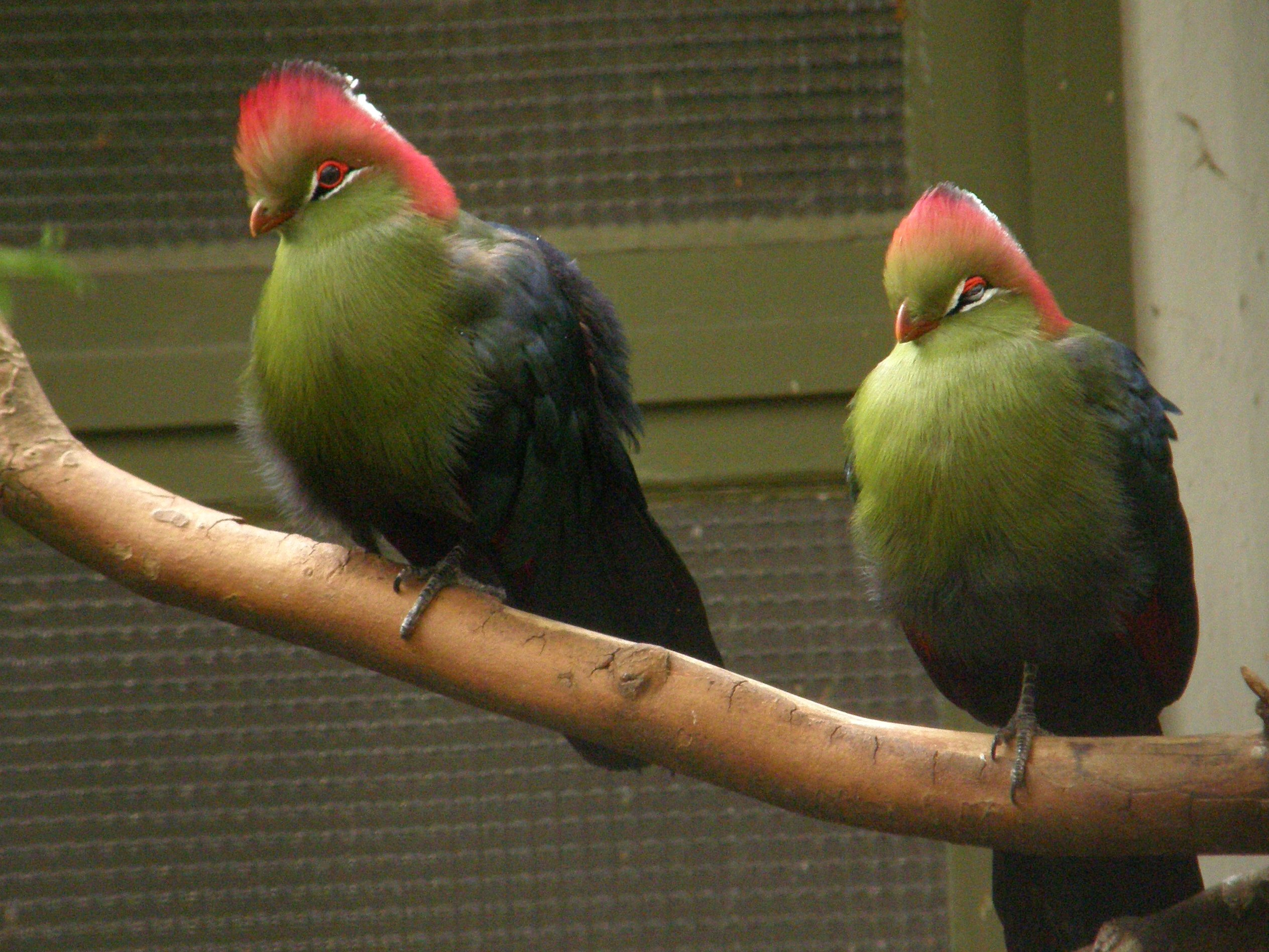
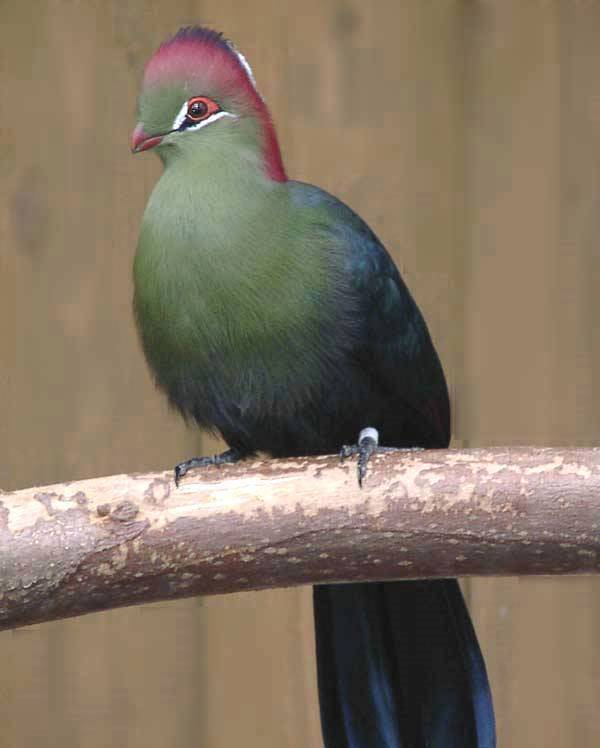
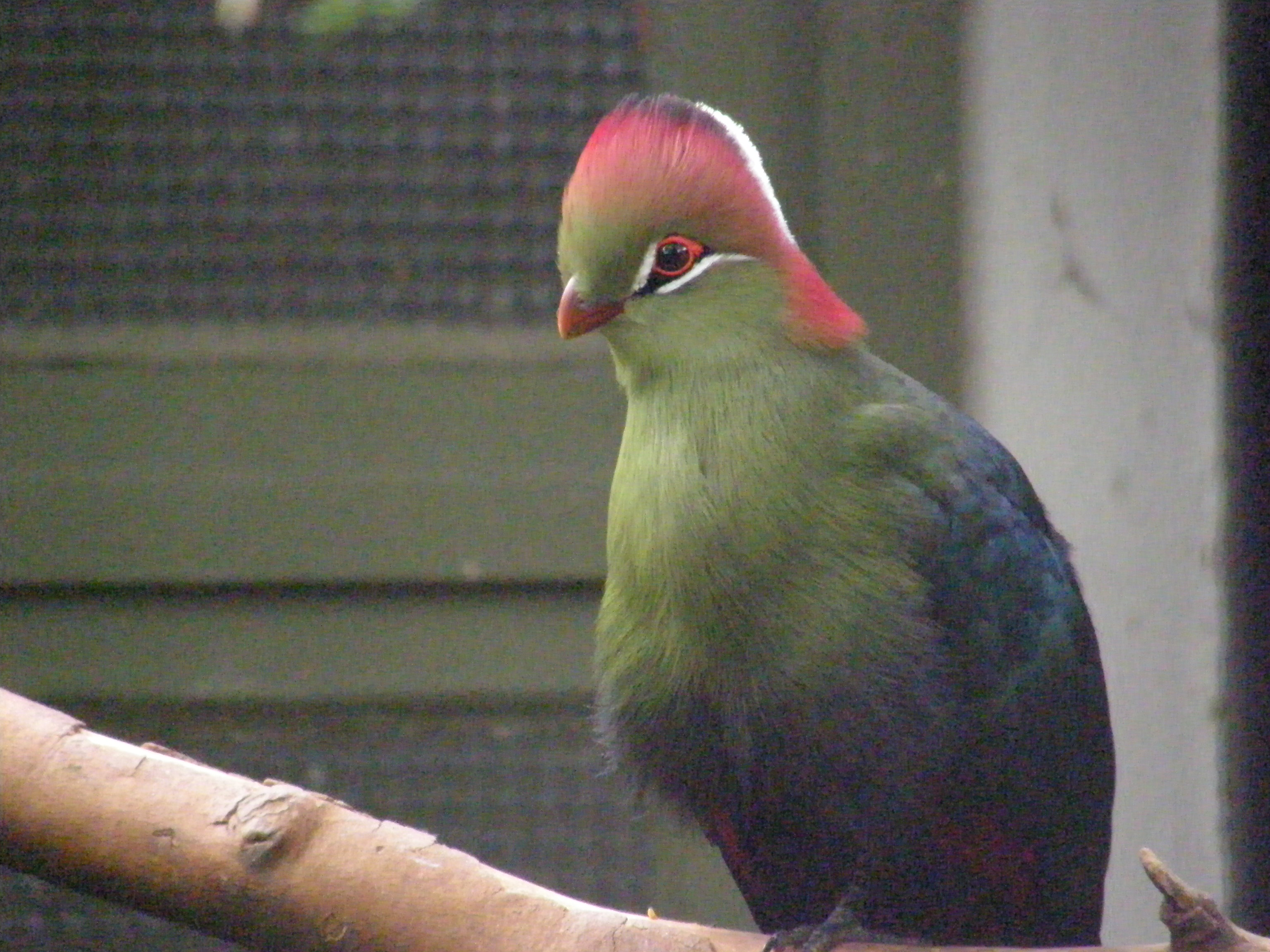